# Fox Lake (Wisconsin)
Fox Lake è un comune degli Stati Uniti, situato in Wisconsin, nella Contea di Dodge.